# HOTEL -NEXT DOOR-
『HOTEL -NEXT DOOR-』（ホテル ネクストドア）は、2022年9月10日から10月15日までWOWOWの「連続ドラマW」枠で放送されたテレビドラマ。主演はディーン・フジオカ。
紺間宏（漫画原作者・大石賢一の別名）シナリオ、石ノ森章太郎作画の青年漫画『HOTEL』を原作に、競争が激化した令和のホテル業界を舞台に、老舗ホテルの凋落と危機をオリジナル脚本で描く社会派エンターテイメントとして制作された。

## あらすじ

### 序盤
老舗ホテルの「ホテル・プラトン」は、過去の伝統を守ろうとする管理職らのしがらみや、融通の利かない接客、若手教育の不十分さ、他ホテルとの競争激化や差別化の失敗、さらに従業員の士気低下により経営が悪化していた。
創業者の未亡人である現オーナーの大原舞子は、ホテル再生のために、ホテル経営のプロ・三枝克明を総支配人として招聘する。プラトンの初代総支配人の息子である三枝は、数々の経営難のホテルを立て直し、M&Aで売却してきた過去がある、通称「ホテル座の怪人」と呼ばれる人物であった。
やり手の三枝が来たことで、プラトンの従業員たちは「これまでのプラトンのやり方や伝統を否定されるのではないか」と憤ったり、「ホテル・プラトンの経営危機」を感じとりリストラへの不安を抱く。
「プラトンの名前と看板を残したい」というオーナーの望みを託された三枝は、「期限内に可能なかぎり、プラトンの価値を上げる」と告げ、かつてのプラトンの栄光を取り戻すべく、ひとつずつ改革に取り組んでいく。

### 終盤
人件費をコストカットしたために満足な接客体制を維持できなくなり、「新人教育の時間」が取れなくなったコンシェルジュ部門。時代の流れについていけず、「可もなく不可もないメニュー」を提供し続けているレストラン部門。退職間際のハウスキーパー社員の持つ、貴重な経験・スキルが失われようとしているハウスキーパー部門。
パーティー会場や結婚式場などの、お客様都合の予約キャンセルに悩まされているバンケット部門。プラトンの敷地に植えられている1本の松の木を巡って、ホテル買収を巡る騒動に巻き込まれてしまったメンテナンス部門……。
三枝は各部門ごとの問題点を指摘しつつ、ひとつずつ業務を改善していき、従業員のやる気を出させることに成功していく。やがて、ホテル全体の雰囲気が良くなり、それに伴って宿泊客が増えて売上や利益率も上がり、プラトンの経営状態は改善されていく。
しかしその最中、突如「プラトン売却」のニュースが報道され、それが事実だと判明する。従業員たちは自分たちの知らないところで買収が決められたことに憤り、リストラを待つことなく数名の退職希望者まで出てしまう。
そんな中で、三枝の要望によって、買収先のシンガポールの新興外資ホテルチェーン会長・周浩然が、プラトンに1日宿泊することになる。プラトンのスタッフ達は、ホテルマンとしてプラトンに出来る精一杯のサービスを周に提供する。そして、三枝は「一本のスコッチ」を周に贈る。それは、周にとって初代総支配人との思い出の一本であった。
プラトンのサービスに心から満足した周は、買収査定額をアップした上に、三枝の提案である「プラトンのブランドを、周グループの1つとして存続させる」ことを受け入れる。それにより、1年後に営業開始される「ニュープラトン」では、現在のスタッフ達をすべて受け入れると、三枝は発表する。

## キャスト

### 主要人物
三枝克明（さえぐさ かつあき）
演 - ディーン・フジオカ（幼少期：志水透哉）
通称「ホテル座の怪人」と呼ばれるホテル経営のプロ。経営が悪化した「ホテル・プラトン」を再建するため、総支配人として招聘される。

### ホテル・プラトン
木下かすみ（きのした かすみ）
演 - 阿部純子
新米コンシェルジュ。フロントデスク、宿泊営業からの念願の配置転換だったが、語学力に問題がありなかなか客に満足感を与えることができないでいる。
桐生省吾（きりゅう しょうご）
演 - 尾美としのり
副総支配人。8年前に富井銀行より出向してきた。
瀬戸貴美子（せと きみこ）
演 - とよた真帆
総支配人室 秘書。
東海林譲（しょうじ ゆずる）
演 - 坪倉由幸（我が家）
フロントオフィスマネージャー。
沖田晴香
演 - 小島梨里杏
ブライダル予約担当。
小野寺勇気（おのでら ゆうき）
演 - 嘉島陸
ドアマン兼ベルパーソン。
中条浩二（なかじょう こうじ）
演 - 益岡徹
料飲部門 総料理長。看板レストラン「マメゾン」担当。
梶原慎一郎（かじわら しんいちろう）
演 - 永井大
料飲部門 副料理長。ビュッフェレストラン「スカイコート」担当。
村本三郎（むらもと さぶろう）
演 - モロ師岡
染み抜き専門38年のベテラン ランドリー係。いつもホテルに泊まりこんで仕事をしており、暇な時は立花の部屋で将棋を指している。
大山幸代（おおやま さちよ）
演 - 根岸季衣
ベテラン客室係。体力に限界を感じ、近々退職する。村本や三枝も認める超一流のハウスキーパー。退職後は子どもの世話になる予定。
桜井徹
演 - 池田良
施設管理部 部長。時計の修理や松の木の補修まで、何でも直してしまうスキルを持っている。
大原舞子（おおはら まいこ）
演 - 草笛光子
現オーナー。大原不動産 代表取締役社長。創業者の夫が亡くなって引き継いだプラトンが経営難に陥り、三枝を総支配⼈として招聘する。
東堂克生（とうどう かつお）
演 - 村上弘明（友情出演）
伝説のGMと呼ばれた初代総支配人。現在は故人。TBS版で東堂を演じた松方弘樹が2017年に他界しているため、キャストが変更されている。

### 周辺人物
立花源治（たちばな げんじ）
演 -石橋蓮司
プラトンのロイヤルスイートに居住する区分所有者。父がプラトンの敷地の一部を所有していたため、部屋の権利を永久に与えられている。
周浩然（シュウ ハオレン）
演 - 加藤雅也
シンガポールの実業家。新興外資ホテルチェーン 会長。国内外のホテル買収で一大ホテルチェーンを築いたホテル王。
劉
演 - 朝井大智
周の部下。

### ゲスト

#### 第1話
谷口レオ
演 - 古屋呂敏
コンシェルジュ。航空会社勤務だったが東海林にヘッドハントされ転職してきた。語学力が高く、外国人客からの受けがいい。
中国人客
演 - 李景福、徐明
上海から来た夫婦連れの観光客。四川省の田舎の出身で、息子に呼ばれて今は上海で暮らしている。

#### 第2話
赤川
演 - 薬丸翔
有機野菜のあかがわ農園 経営者。元プラトン フロントマネージャー 赤川一平の息子。

#### 第3話
横山博
演 - 丈
客室係 チーフ。
マリッサ
演 - ゴーシュ凜（第1話）
客室係 派遣スタッフ。仕事熱心でいろいろ教えてくれる幸代を尊敬しており、辞めないでほしいと思っている。
ビアンカ、サラ
演 - Jamell Tagle（第1話）、Stefi（第1話）
客室係 派遣スタッフ。仕事を教えてもらえないのでスキルアップもできず、昇給も無いので仕事を辞めたいと三枝に訴える。

#### 第4話
岸本小百合（きしもと さゆり）
演 - 矢田亜希子（第3話）
三枝の元恋人。アパレル商社 日誉繊維 課長のキャリアウーマン。近々プラトンで結婚予定。
相原武
演 - 髙橋洋
日友生命 営業部長。小百合の婚約者。
岸本良枝
演 - 床嶋佳子
小百合の母。
吉村貴教
演 - 吉田庸
プラトン 顧問弁護士。
井上光信
演 - 岩田玲
一流ホテル数軒に同日にパーティーの予約を入れ、一軒以外はすべて直前キャンセルし、キャンセル料も払おうとしない悪質なパーティープランナー。
帝王ホテル 副総支配人
演 - 中野順一朗
井上にパーティーの予約をされるが、期日までに前金の入金がなかったので、パーティー当日に会場を封鎖する。

#### 第5話
丹原専務
演 - おかやまはじめ
プラトン買収を画策しており、後から入ってきた周に手を引くよう諭す。
西条陽太
演 - 猪征大（第1話・最終話）
桜井の部下。
少年
演 - 嶽本渚琉
ホテルでは無暗に走ってはいけないよ、とかすみに窘められる。

#### 最終話
中国人マフィア
演 - 白畑真逸、赤池高行
若かりし頃の周を日本まで追ってきた中国マフィアのボスとその手下。

## スタッフ
- 原作 - 石ノ森章太郎『HOTEL』
- 脚本 - 山浦雅大、川口清人
- 監督 - 御法川修
- 音楽 - 木戸崇博、村田有希
- 企画・プロデュース - 武田吉孝（WOWOW）、井口喜一
- プロデューサー - 井口正俊
- 企画協力 - 石森プロ、大石賢一
- 協力 - ホテルニューオータニ（東京）、ホテルニューオータニ幕張
- 制作プロダクション - ジャンゴフィルム
- 製作著作 - WOWOW

## 放送日程
| 各話  | 放送日   | サブタイトル   | 脚本               |
| ----- | -------- | -------------- | ------------------ |
| 第1話 | 09月10日 | コンシェルジュ | 山浦雅大           |
| 第2話 | 09月17日 | レストラン     | 山浦雅大           |
| 第3話 | 09月24日 | ハウスキーパー | 山浦雅大           |
| 第4話 | 10月01日 | バンケット     | 山浦雅大           |
| 第5話 | 10月08日 | メンテナンス   | 川口清人・山浦雅大 |
| 第6話 | 10月15日 | プラトン       | 山浦雅大           |